# 에너미 (영화)
《에너미》(영어: Enemy)는 드니 빌뇌브가 감독을 맡고, 주제 사라마구의 2002년에 출판한 동명의 소설을 하비에르 구욘이 각색을해 각본을 맡은 2013년에 개봉한 스페인과 캐나다의 사이코 스릴러 영화이다. 두 배역을 맡은 제이크 질런홀과 멜라니 로랑, 세라 개던, 이사벨라 로셀리니, 스티븐 R. 하트, 제인 포펫등이 공동 출연하였다. 2013년 토론토 국제 영화제에서 특별 부문에 상영되었다.
《에너미》는 캐나다 영화 시상식에서 빌뇌브의 감독상을 포함해서 5개 부문을 시상했고, 작품상과 여우조연상 또한 수상하였다.

## 배역
- 제이크 질런홀 - 애덤 벨 / 앤서니 클레어 (actor Daniel Saint Claire)
- 멜라니 로랑 - 마리
- 이사벨라 로셀리니 - 애덤의 어머니
- 세라 개던 - 헬렌 클레어
- 케다르 브라운 - 경비
- 대릴 딘 - 비디오 가게 점원
- 스티븐 R. 하트 - 기도 (크레딧에 안나옴)
- 제인 포펫 - 이브 (크레딧에 안나옴)
- 조슈아 피스 - 칼, 애덤의 직장 동료
- 팀 포스트 - 앤서니 사무실의 경비
- 미샤 하이스테드, 메건 메인, 알렉시스 위가 - 어두운 방에서의 여인들